# Peter Wilson (futebolista australiano)
Peter Wilson (15 de setembro de 1947) é um ex-futebolista inglês naturalizado australiano que atuava como zagueiro.

## Carreira
Wilson competiu na Copa do Mundo FIFA de 1974, sediada na Alemanha Ocidental, na qual a Austrália terminou na décima quarta colocação dentre os 16 participantes.